# Stradov (Omlenice)
Stradov je malá vesnice, část obce Omlenice v okrese Český Krumlov. Nachází se asi 2 km na severovýchod od Omlenice a 2 km západně od Kaplice. Je zde evidováno 31 adres.
Stradov leží v katastrálním území Stradov u Kaplice o rozloze 3,92 km². V katastrálním území Stradov u Kaplice leží i Blažkov.

## Historie
První písemná zmínka o vesnici pochází z roku 1358. V letech 1930 až 1950 byl Stradov samostatná obec, jejíž součástí byly Blažkov, Milíkov a Podolí. V roce 1930 měla tato obec 196 obyvatel. V letech 1938 až 1945 byla tato obec v důsledku uzavření Mnichovské dohody přičleněna k nacistickému Německu.

## Další fotografie

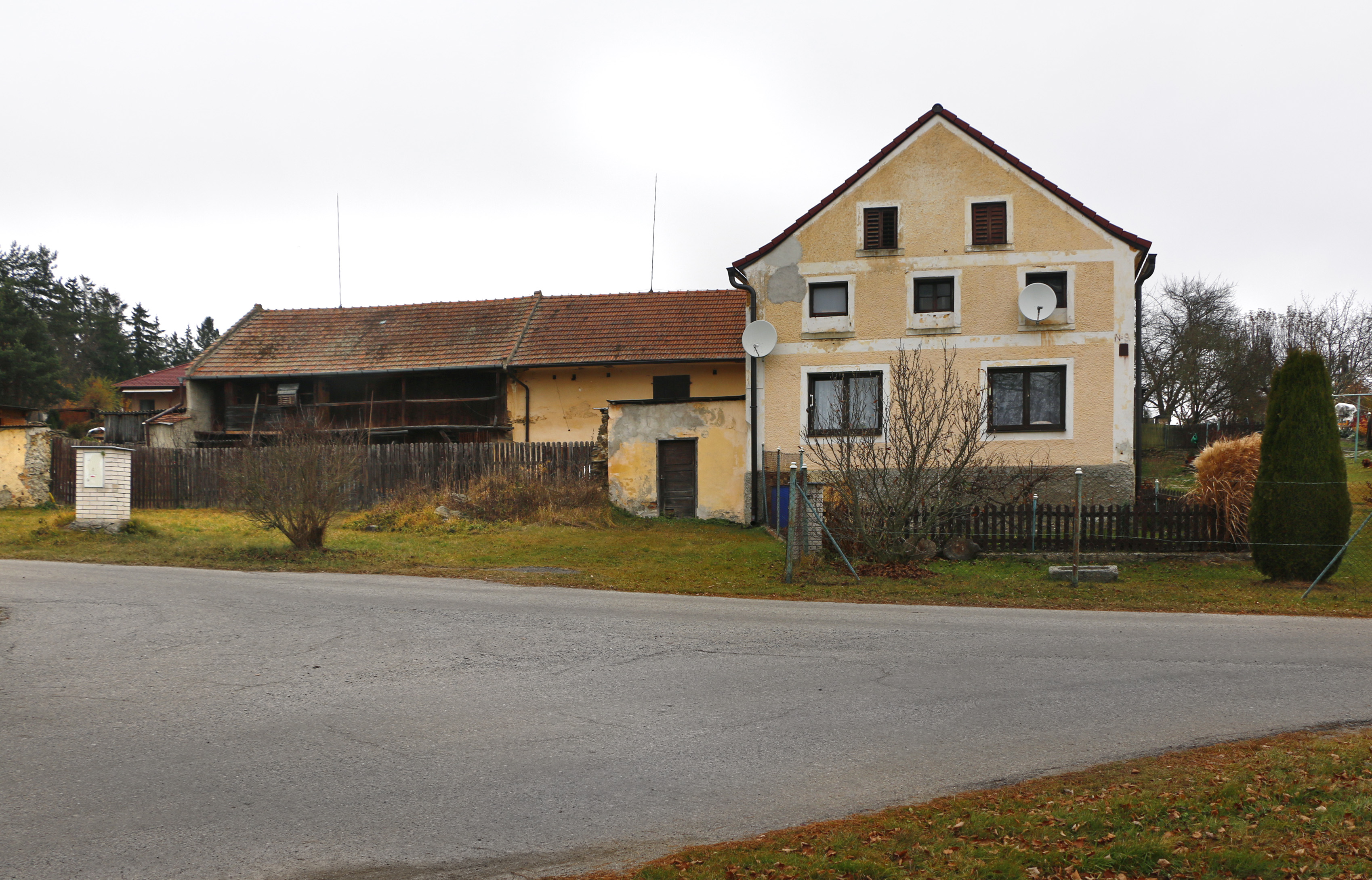
Dům čp. 9
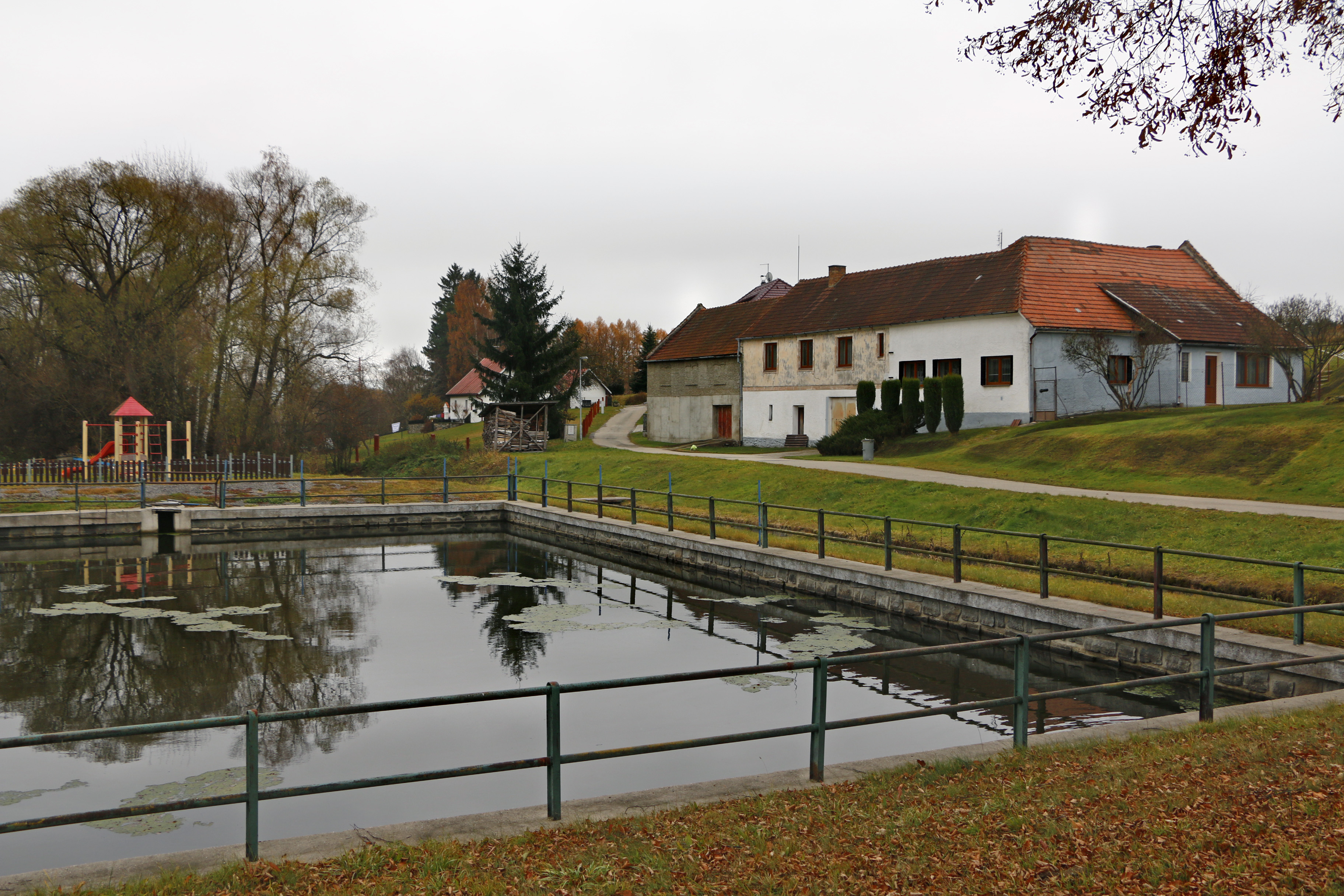
Rybník na návsi
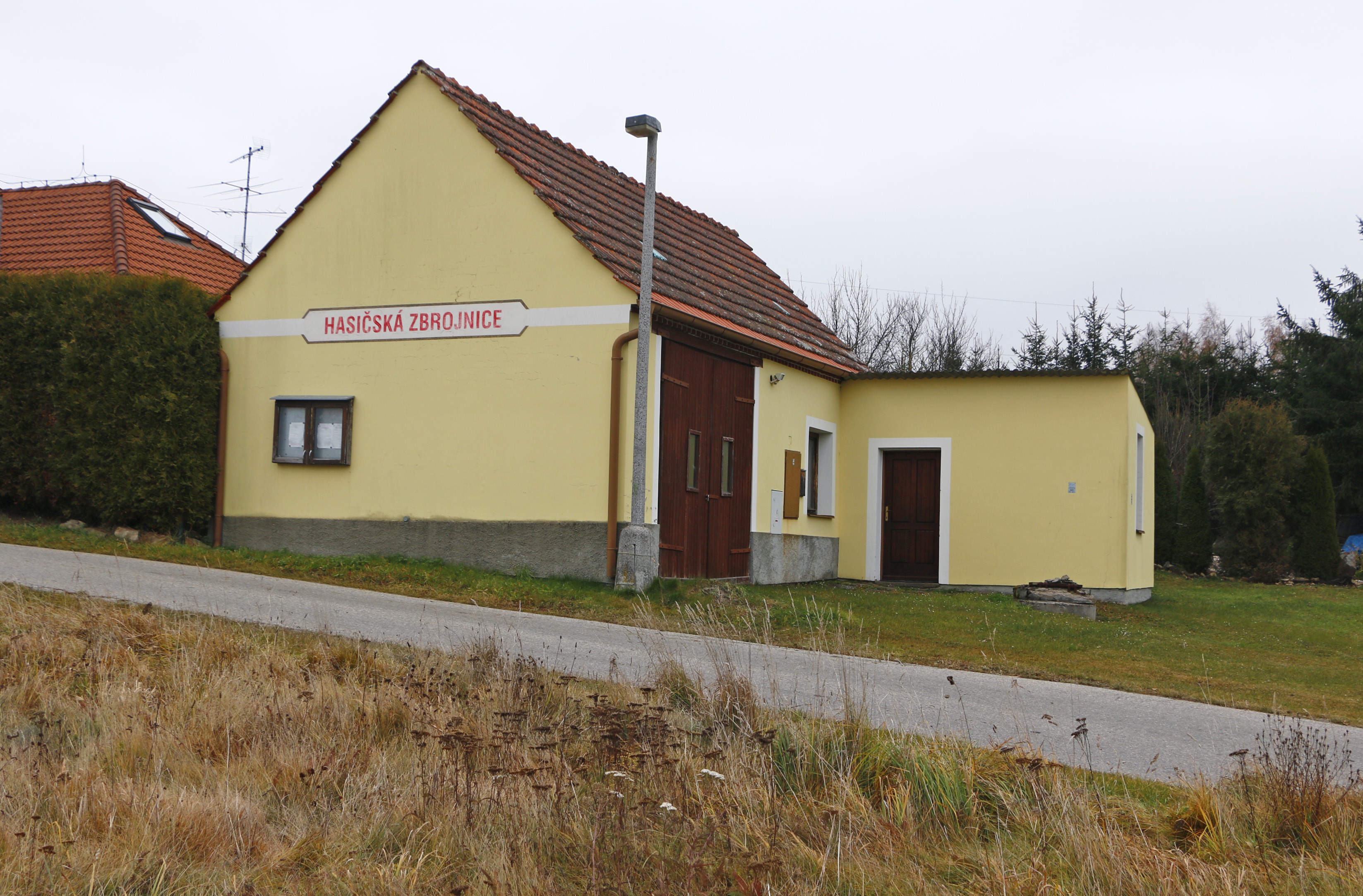
Hasičárna
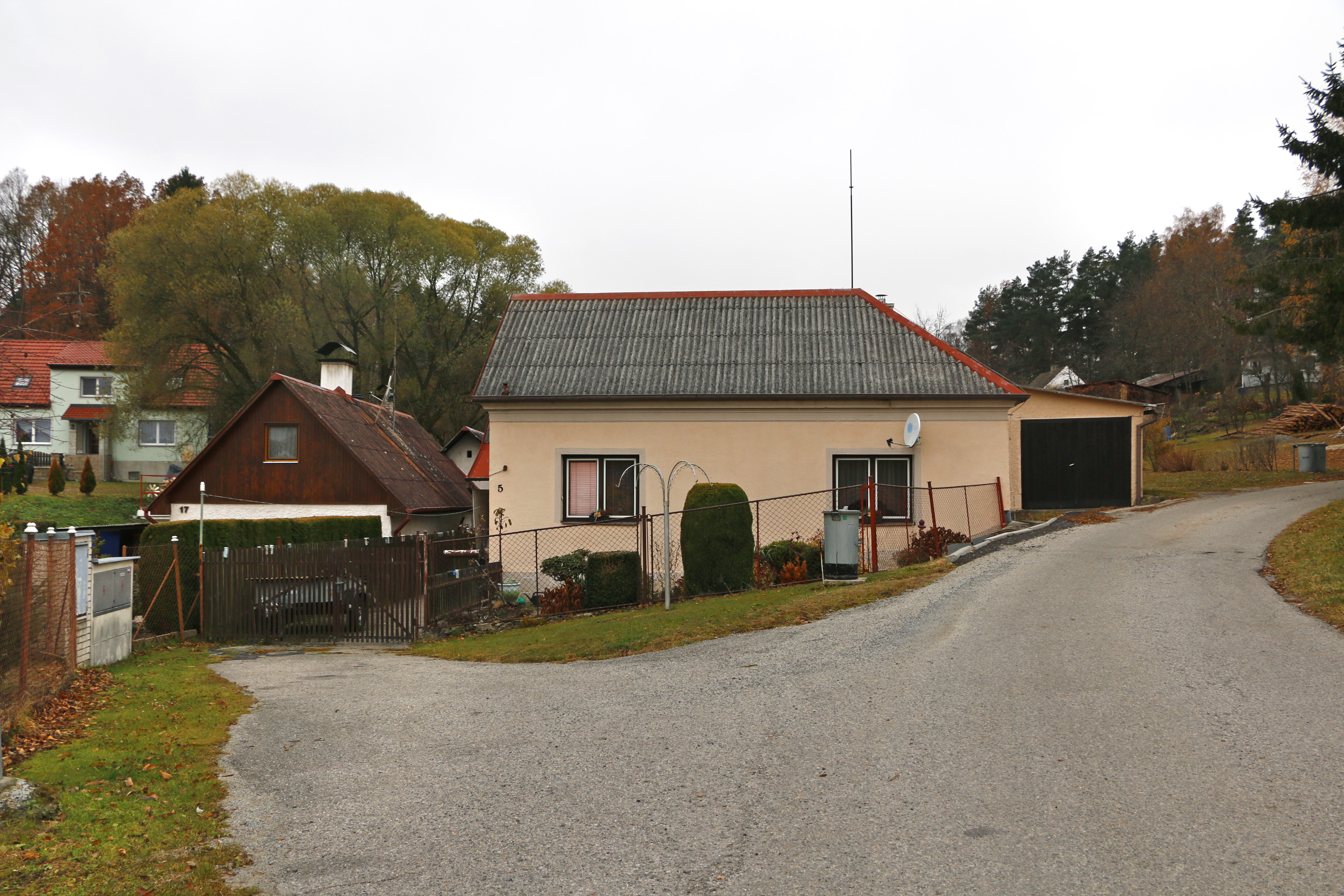
Západní část vesnice